# Aga, Niigata
Aga (japanska: 阿賀町?, Aga-machi) är en landskommun (köping) i Niigata prefektur i Japan.  